# 佐久間誠
佐久間 誠（さくま まこと、1973年3月10日 - ）は、日本の作曲家、編曲家、音楽プロデューサー。音楽グループPEPPERLAND ORANGEの元メンバー。福島県出身。ケイダッシュグループ・アワーソングスクリエイティブ所属。血液型はB型。

## 略歴
1998年、PEPPERLAND ORANGEのボーカル・ギターとして、ファンハウスよりデビュー。1999年の活動休止後は、作曲家に転身。現在はタッキー&翼、MAX、上原多香子などへの楽曲提供で活躍している。

## 提供作品
相川七瀬
- 「桜のレクイエム」（作曲）

いつか
- 「あの日の約束」（編曲）

梅田えりか
- 「White Anniversary」（作曲・編曲）
- 「Waitin' for Your love」（編曲）
- 「New year Song」（編曲）

GALETTe
- 「Brand-New Style」（編曲）
- 「至上の愛」（編曲）

城南海
- 「あさな ゆうな」（編曲）

KinKi Kids
- 「夏模様」（編曲）
- 「ユメハジメハナ」（編曲）

club vanilla&甘王
- 「愛をナメんなよ!」（編曲）

ClariS
- 「ミントガム」（作曲）
- 「a moment」（作曲）
- 「ドライフラワー」（作曲）
- 「ひらひら ひらら」（作曲）

小桃音まい
- 「彼女にして?」（作曲・編曲）

阪井あゆみ
- 「恋咲き」（編曲）
- 「ユー・メイ・ドリーム」（編曲）
- 「Fun to the night」（編曲）

さんみゅ〜
- 「初戀」（編曲）

ジェジュン
- 「Defiance」（編曲）
- 「Fallinbow」（作曲・編曲）

シスターフューチャリング天一
- 「抱かないで、シスター」（編曲）

SHOWTA
- 「Reality」（作曲）

DIAMOND☆DOGS
- 「Believin'」（編曲）
- 「アトランティスの女神〜Goddess of Love〜」（編曲）

タッキー&翼
- 「道」（作曲）

玉木宏
- 「Ocean Blue」（編曲）

どる☆NEO（Doll☆Elements×NEO from アイドリング!!!）
- 「ショコラ☆ロマンティック」（編曲）

西野カナ
- 「Celtic」（編曲）

NEO from アイドリング!!!
- 「mero mero」（編曲）
- 「胸アツ生誕祭!!」（編曲）
- 「寝乙女X'mas Night」（編曲）
- 「キミといたナツ」（編曲）
- 「波打ち際のリフレイン」（編曲）
- 「"RESISTANCE" In My Pocket」（編曲）
- 「Sakuraホライズン」（編曲）
- 「Someday Somewhere」（編曲）
- 「プリ♥きゅんサバイバル」（編曲）
- 「NEO Kiss♡Memories」（編曲）
- 「寝起き」（編曲）

PASTEL CALLA
- 「遠くへ〜虹色〜」（作曲・編曲）

林田健司
- 「広がりだすんだ 僕らの未来は」（編曲）
- 「Dream Rider」（編曲）
- 「光のむこうがわ」（編曲）
- 「Silk Red Road」（編曲）
- 「赤と黒」（編曲）
- 「One Day New Days」（編曲）

petit milady
- 「茜色のダイアリー」（編曲）

PLΛTINUM
- 「a-ha」（作曲・編曲）
- 「PRIMITIVE MAN」（作曲・編曲）

ふわふわ
- 「フワフワ Sugar Love」（編曲）

BESTIEM
- 「HANABI」（編曲）
- 「Real Voice」（編曲）
- 「Just the Two of Us」（編曲）
- 「Think about you」（編曲）
- 「Endless Journey」（編曲）
- 「約束」（編曲）
- 「TENOHIRA」（編曲）
- 「Just by your side」（編曲）
- 「Touch your heart, Feel your beat」（編曲）
- 「Hanky Panky Funky Punky ! feat. MIRI」（編曲）
- 「君じゃない誰かなんて〜Tejina〜」（編曲）
- 「WINDING ROAD」（編曲）
- 「Beauty and the Beast」（編曲）
- 「I LOVE YOU」（編曲）
- 「もらい泣き」（編曲）
- 「ラスト・クリスマス」（編曲）

Buono!
- 「タビダチの歌」（編曲）
- 「消失点-Vanishing Point-」（編曲）
- 「OVER THE RAINBOW」（編曲）
- 「バケツの水」（編曲）
- 「君がいれば」（編曲）

牧伊織
- 「宿命」（作曲）

松浦亜弥
- 「boomboomboom」（編曲）

魔法先生ネギま!
- 「Pink Generation」（編曲）

ミスMaps
- 「夏のジンクス」（作曲）

MIO
- 「PERIOD」（作曲）

EUPHORIA
- 「NEW HORIZON」（編曲）
- 「トパーズ色の太陽」（編曲）
- 「君はDestiny」（編曲）
- 「冬色イルミネーション」（編曲）
- 「Oh! My Princess」（編曲）
- 「桜色の旅立ち」（編曲）
- 「Be with your heart」（編曲）
- 「Tell me why, Tell a lie」（編曲）
- 「本気でアイラブユー」（編曲）
- 「PROMISE」（編曲）
- 「恋のスパイス」（編曲）
- 「Be my lover」（編曲）
- 「あてのない未来」（編曲）
- 「ワンサイドラブ」（編曲）
- 「Be Yourself」（編曲）
- 「Don't stop the music」（編曲）
- 「Theme of EUPHORIA」（作曲・編曲）

BOP
- 「サヴァイバー」（編曲）
- 「Get it on」（編曲）
- 「ラヴ・ユアセルフ」（編曲）
- 「Neo space」（編曲）
- 「Revolution」（編曲）
- 「Playlist」（編曲）
- 「Theme of BOP」（作曲・編曲）
- 「Eternal Flame」（編曲）
- 「Over the TOP」（編曲）

Pipping Hot
- 「beyond VANITAS」（編曲）
- 「感情リアリズム」（編曲）
- 「Catastrophe Bomb」（編曲）
- 「Uncover」（編曲）
- 「HIGH FIVE」（編曲）
- 「人と違って何が悪いっていうの?」（編曲）
- 「イージーGO!!」（編曲）
- 「Get Back」（編曲）

dreamBoat
- 「夢限大セイリング」（編曲）

吉田照美
- 「あこがれ」（編曲・サウンドプロデュース）
- 「都合はつけるもの」（編曲・サウンドプロデュース）
- 「二人の真実」（編曲・サウンドプロデュース）
- 「雲は風に…」（編曲・サウンドプロデュース）
- 「空に星があるように」（編曲・サウンドプロデュース）

私のホストちゃん〜しちにんのホスト〜
- 「あなたの愛でナンバー1」（編曲）

渡り廊下走り隊7
- 「ドジ」（編曲）
- 「思い出は遠いほど…」（編曲）

### プラチナムプロダクション関連
palet
- 「LOVE WINTER MEMORIES」（編曲）
- 「You are My Miracle」（編曲）
- 「VICTORY」（編曲）
- 「Glory Days」（編曲）
- 「サマホリ〜Summer Holic〜」（編曲）
- 「SNOW DISTANCE」（編曲）
- 「Time to Change」（編曲）
- 「いつだってI LOVE YOU!!!」（編曲）
- 「All for One」（編曲）
- 「ダイスキっ!!〜恋のSeason〜」（編曲）
- 「Fly Away」（編曲・サウンドプロデュース）
- 「胸のボタン」（作曲・編曲・サウンドプロデュース）
- 「滲色ホライズン」（作曲・編曲・サウンドプロデュース）
- 「YUBIKIRI」（編曲・サウンドプロデュース）
- 「走ってみた。」（編曲・サウンドプロデュース）
- 「I miss you」（編曲・サウンドプロデュース）
- 「イチゴ気分」（編曲・サウンドプロデュース）
- 「勝利のシール」（編曲・サウンドプロデュース）
- 「Celebration〜トキメキ Good Time〜」（編曲・サウンドプロデュース）
- 「マイ・ファースト・ラヴァー」（作曲・編曲・サウンドプロデュース）
- 「過ぎていく全てに」（編曲・サウンドプロデュース）
- 「give you love」（編曲・サウンドプロデュース）
- 「Runner」（編曲・サウンドプロデュース）
- 「涙一粒」（編曲・サウンドプロデュース）
- 「ピンクのハートの雲」（編曲・サウンドプロデュース）
- 「ありがとう」（編曲）
- 「Unforgettable」（編曲）
- 「OPENING」（作曲・編曲）
- 「DANCE INTERLUDE」（作曲・編曲）

predia
- 「Little Bird」（編曲）
- 「image」（編曲）
- 「秘匿のパラダイス」（編曲）
- 「螺旋の月」（編曲）

### ライジングプロダクション関連
SPEED
- SPEED
  - 「Breakin' out to the morning」（編曲）
  - 「Snow Kiss」（編曲）
  - 「SOMETHING NEW」（中山聡と共編曲）
  - 「FAMILY」（編曲）
- 今井絵理子（elly）
  - 「雪空Letter」（編曲）
  - 「カウ☆G (カウスタージ)」（編曲）
  - 「ハナウタ (うたごえver.)」（編曲）
  - 「We can go」（編曲）
  - 「おうちへ帰ろう (4 years ver.)」（編曲）
- 上原多香子
  - 「Destino」（作曲）

フェアリーズ
- 「相思相愛☆destination」（編曲）
- 「Honey Vacation」（編曲）

MAX
- 「Don't call me」（作曲）
- 「mirage」（作曲）
- 「CAT'S EYE」（編曲）
- 「タッチ」（編曲）
- 「残酷な天使のテーゼ」（編曲）
- 「夏の扉」（編曲）
- 「DESIRE -情熱-」（編曲）
- 「CHA-CHA-CHA」（編曲）
- 「WAKU WAKUさせて」（編曲）

Lead
- 「Hungry Sniper」（編曲）